# Taesong Bank
Daesong Bank est une banque nord-coréenne (aussi appelée Korea Daesong Bank ou Taesong General Trading Corporation; au Japon elle est appelée Chosun Tae Seong-Unhan, Tae-bank, Choson Taesong Unhaeng ou Taesong Bank) qui a été créé en 1978. C'est la principale banque commerciale de la Corée du Nord,.

## Histoire
La banque a été créée en septembre 1978, en même temps que la Kumgang Bank, pour faciliter le développement de liens dans le commerce international, pour l'import/export avec les pays non socialistes (le développement des échanges avec les pays socialistes étant réalisé grâce à la Kumgang Bank).
En janvier 1989, la banque s'est associée avec Hyundai, notamment avec Jeong Juyoung Hyundai (le président d'honneur de Hyundai), pour développer conjointement la zone du mont Kumgang (situé sur la côte est de la Corée). Ce projet était nommé « Protocole sur le développement du tourisme de Mont Kumgang et de l'expansion conjointe de la Sibérie »,, pour en faire une zone touristique.
La Daesong Bank a créé en 1982 une filiale, la Golden Star Bank, qui est implantée en Autriche. Elle a été fermée en 2004.

## Contrôle
Cette banque est contrôlée par le Parti du travail de Corée, ayant des liens avec Kim Il-sung. 
La banque est réputée pour être détenue par la Division 39, une organisation gouvernementale nord-coréenne controversée, du fait que les capitaux et les flux qui y circulent sont très flous, et qui traite les activités financières de Kim Jong-un,. La banque est supervisée par la Daesong Trading Company
« La Banque Taesong, qui a reçu des fonds de Mt. Kumgang, ministre nord-coréen du Tourisme, est contrôlée par la Division 39, et est également chargée des exportations des produits agricoles et des produits de la pêche. ».

## Membres
- En 1989, Choe Su Gil, est devenu président de la Daesong Bank[8] et consultant auprès de l'Association coréenne pour la promotion du commerce asiatique[7].
- En 2014, Yun Tae Hyong, directeur régional de l'Extrême-Orient russe pour la Daesong Bank, a fait défection en Russie[1].

## Polémiques
En 1996, la Banque Daesong Bank crée une filiale à Hong Kong, à la suite de la signature d'un accord de coentreprise entre la Daesong Bank et la Peregrine Bank. La société a été impliquée dans la contrebande d'armes à l'intérieur et en dehors de la Corée du Nord, et est « impliquée dans la facilitation des projets de financement de la prolifération ».